# Club Independiente Santa Fe (féminines)
Maillots
Le Club Independiente Santa Fe Femenino ou plus simplement Independiente Santa Fe est un club de football féminin colombien basé à Bogota. Comme l'équipe masculine qui a remporté le premier championnat en 1948, la section féminine est la première championne de Colombie quand est créée en 2017 la ligue féminine de football en Colombie.

## Histoire
En 2000, est créé au sud de Bogota une école de football du nom de Club Los Amigos qui attire également des femmes. En 2005, le club est renommé Future Soccer Club. À partir de 2006, le club participe dans les premiers tournois féminins et se fait connaître dans le pays avec ses équipes jeunes. En 2013, des joueuses du Future Soccer Club sont convoqués dans l'équipe nationale des moins de 17 ans.
En 2016, est annoncé la création d'un championnat féminin de football en Colombie. Le Future Soccer a cherché une alliance avec un grand club de Bogota pour s'inscrire dans ce nouveau championnat. La collaboration démarre avec le Club Independiente Santa Fe, qui inscrit l'équipe dans le championnat amateur où l'équipe est invaincue toute la première phase et ne perdra que la finale aux tirs au but contre Club Molino Viejo.

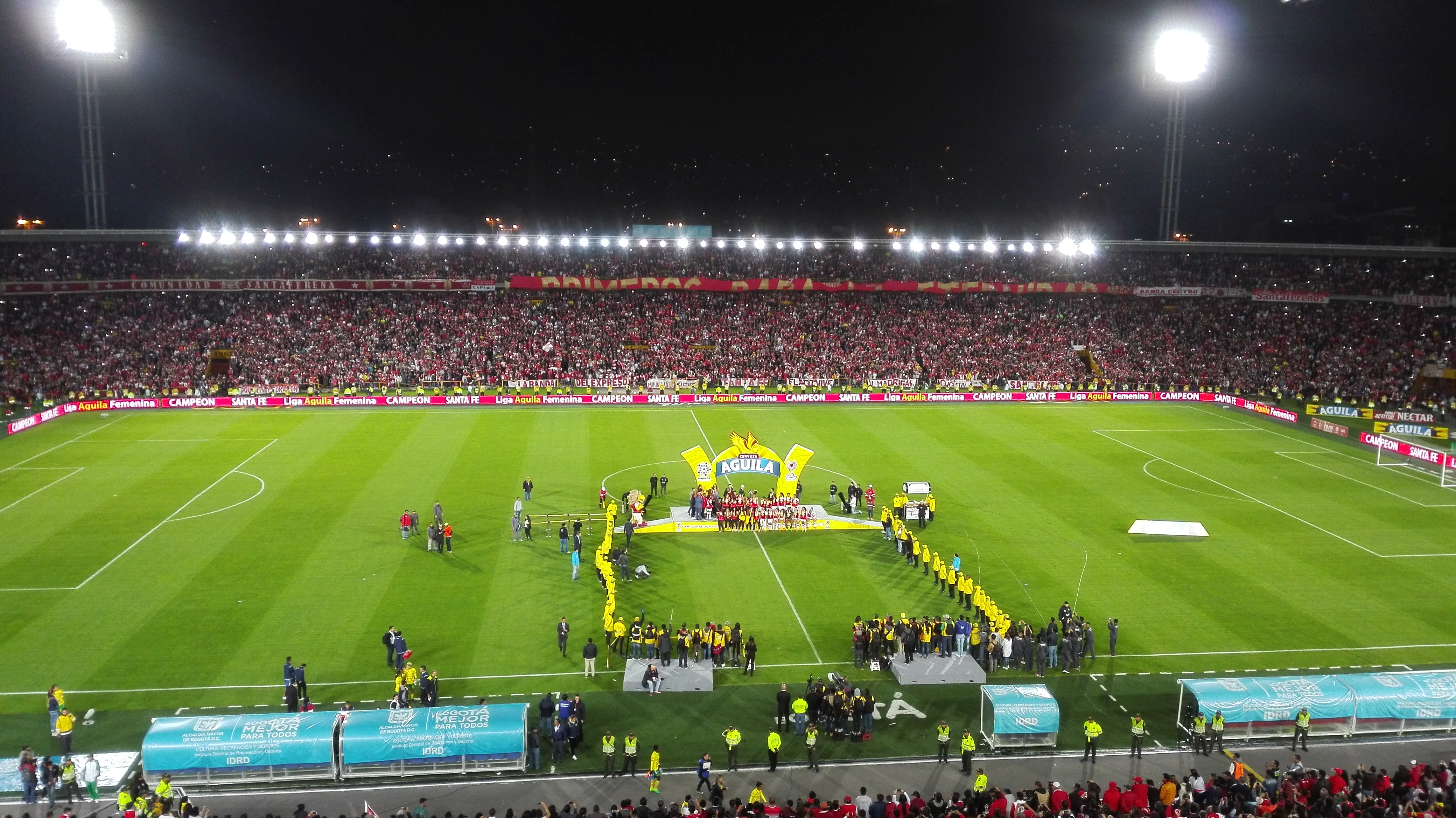
Le sacre de l'Independiente Santa Fe en 2017.

En 2017, le premier championnat féminin est lancé, Santa Fe renforce son équipe avec des joueuses internationales et remporte son premier match le 19 février trois à zéro contre La Equidad à domicile. Les lionnes remportent tous les matchs de la première phase, elles vont jusqu'en finale où elles battent l'Atlético Huila (2-1 et 1-0), lors du match retour au Stade Nemesio Camacho El Campín le club établit un record d'affluence avec 33 327 spectateurs. Comme la section masculine en 1948, l'Independiente Santa Fe féminin remporte le premier championnat de l'histoire de la Colombie. Le club se qualifie ainsi pour la Copa Libertadores 2017, mais est éliminé dès la phase de groupes.
En 2018, Santa Fe sera première de son groupe mais échouera en demi finale, la saison suivante le club sera éliminé en quarts de finale. En 2020, Santa Fe remporte son deuxième titre en battant en finale América de Cali. L'équipe atteint les quarts de finale de Copa Libertadores et est éliminée par Universidad de Chile (3-1).
En 2021, Santa Fe perd en finale du championnat face au Deportivo Cali ainsi qu'en finale de la Copa Libertadores contre les Brésiliennes du Corinthians, sur le score de 2 buts à 0.

## Palmarès
| Compétitions nationales                                                                      |
| -------------------------------------------------------------------------------------------- |
| - Championnat de Colombie (3) : - Champion : 2017, 2020, 2023 - Vice-champion : 2021 et 2024 |
| Compétitions internationales                                                                 |
| - Copa Libertadores : - Finaliste : 2021 et 2024                                             |